# اس‌ام‌اس اودین
اس‌ام‌اس اودین (به انگلیسی: SMS Odin) یک کشتی دفاع ساحلی بود که طول آن ۷۹ متر (۲۵۹٫۲ فوت) بود. این کشتی در سال ۱۸۹۴ ساخته شد.